# Savenaca Aria
Pour les articles homonymes, voir Aria (homonymie).
Pas d'image ? Cliquez ici

b Matchs officiels uniquement.
Dernière mise à jour le 8 novembre 2021.
 Savenaca Aria, né le 30 avril 1964 à Nadi (Fidji) et mort le 15 mars 2020 dans la même ville[réf. nécessaire], est un joueur de rugby à XV international fidjien évoluant au poste de centre (1,84 m pour 95 kg).
Il a entraîné Nadi en 2001, et était l'entraîneur adjoint de Senivalati Laulau en 2002 avec l'équipe des Fidji.

## Carrière

### En club
- Club: Nawaka  Fidji
- Province: Nadi  Fidji

### En équipe nationale
Savenaca Aria a eu sa première cape internationale le 31 mai 1986, à l’occasion d’un match contre l'équipe du Pays de Galles.
Il a joué son dernier match international le 8 mai 1994, à l’occasion d’un match contre l'équipe du Japon. 

## Palmarès

### En club
Néant.

### En équipe nationale
- 10 sélections avec l'Équipe des Fidji de rugby à XV.
- Sélections par année : 1 en 1986, 4 en 1988, 2 en 1991, 2 en 1993 et 1 en 1994.
- Participation à la coupe du monde en 1991 (2 matchs).